# 布蘭德呂蒂巴赫河
47°27′28″N 8°43′56″E / 47.45788°N 8.73216°E

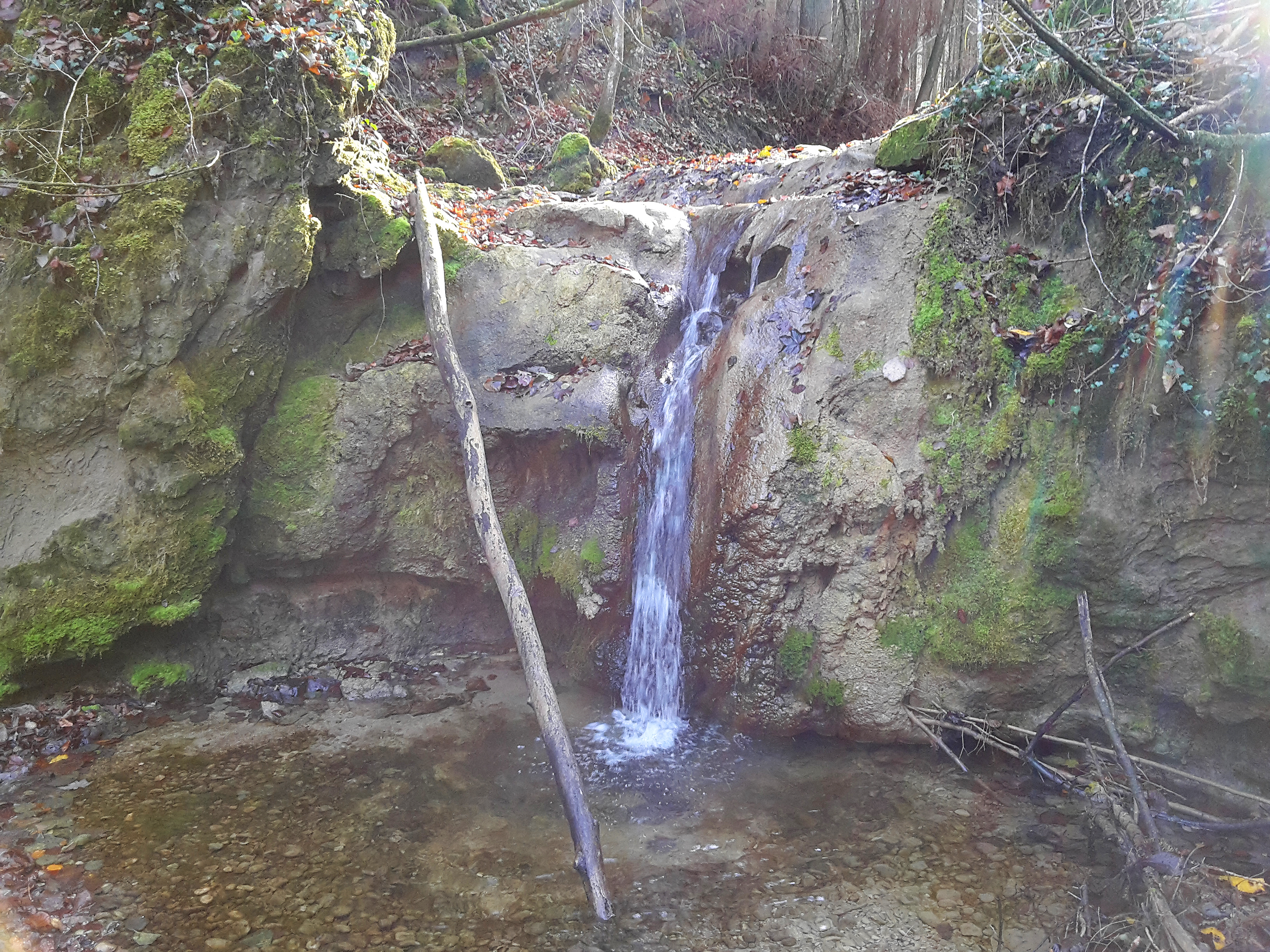

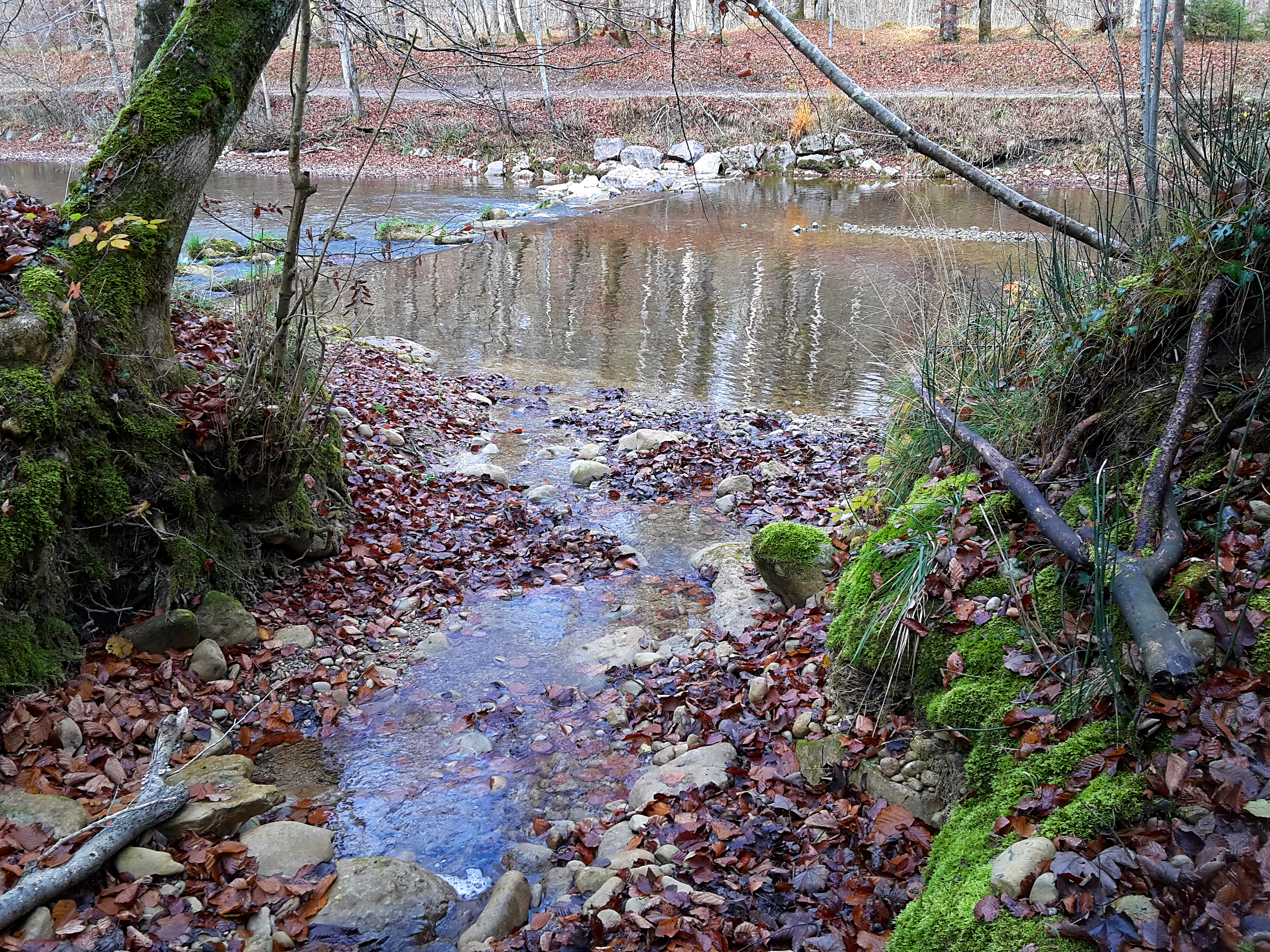

布蘭德呂蒂巴赫河是瑞士的河流，位於該國北部，流經蘇黎世州，屬於特斯河的左支流，河道全長2.8公里，流域面積2.2平方公里，發源自伊爾瑙-埃弗雷蒂孔附近。